# Kadoma (Giappone)
Kadoma (門真市?) è una città giapponese della prefettura di Ōsaka.